# Aksionowskij Poczinok
Aksionowskij Poczinok (ros. Аксёновский Починок) – wieś w Rosji, w rejonie wielikoustidzkim obwodu wołogodzkiego. W 2021 r. była niezamieszkana.